# 間人たね子
間人たね子（はしうど たねこ、弘化4年1月13日〈1847年2月27日〉-大正10年〈1922年〉3月18日）は、兵庫県の教育家。間人たねとも。

## 経歴
寺子屋の家系に生まれたたね子は、幼児教育に力を注ぎ明治19年11月、西日本初の幼稚園、間人幼児保育場を創立した。翌年3月には間人幼稚園に改称。